# 즈덴코 젤식
즈덴코 젤식(Zdenko Jelčić, 1946년 8월 8일 ~ )은 배우이다.
차플리나에서 태어났다.

## 영화
- 탄야 (2016년)
- 더 콘스티튜션 (2016년)
- 카니발 베저테리언 (2012년)
- 타인의 아들 (2008년)
- 젊은 여자 (2006년)
- 아이 러브 유 (2005년)
- 1급 비밀 지령 (1989년)
- 오너 바운드 (1988년)
- 만종 (1986년)